# 나비잠 (Sweet Dream)
《나비잠 (Sweet Dream)》은 41번째 SM 스테이션 싱글로, 2016년 11월 20일에 발매되었다. JTBC의 예능 《아는 형님》의 멤버인 김희철과 민경훈의 듀엣곡이다.
《아는 형님》 51회차 방송에서는 우주겁쟁이 프로젝트라는 이름으로 뮤직비디오 촬영·제작 과정을 담았다. '우주겁쟁이'는 아는형님에서 서장훈이 만들었다. 김희철의 별명인 '우주대스타'와 버즈의 대표곡인 "겁쟁이"를 합친 말이다. 김희철과 민경훈 외에 아는 형님의 다른 멤버들도 뮤직비디오에 출연했고, 트와이스의 모모가 여주인공으로 참여했다.
나비잠(sweet dream) 뮤직비디오는 가수 이상민이 감독했다.

## 수록곡
| #            | 제목                             | 작사         | 작곡           | 편곡 | 재생 시간 |
| ------------ | -------------------------------- | ------------ | -------------- | ---- | --------- |
| 1.           | 〈나비잠 (Sweet Dream)〉         | 희철         | 이상준, 차길완 | 3:34 |           |
| 2.           | 〈나비잠 (Sweet Dream) (Inst.)〉 |              | 이상준, 차길완 | 3:34 |           |
| 총 재생 시간 | 총 재생 시간                     | 총 재생 시간 | 총 재생 시간   | 7:08 |           |

## 같이 보기
- 《아는 형님》